# Distretto di Kuyucak
Il distretto di Kuyucak (in turco Kuyucak ilçesi) è uno dei distretti della provincia di Aydın, in Turchia.